# Robert Cotton (5e baronnet)
Pour les articles homonymes, voir Robert Cotton et Cotton.
Robert Salusbury Cotton, 5e baronnet (1739-24 août 1809) est un homme politique anglais qui siège à la Chambre des communes de 1780 à 1796.

## Famille
Il est le fils aîné de Lynch Cotton (en). Il fait ses études à la Westminster School, à la Shrewsbury School, puis entre au Trinity Hall de Cambridge en 1756. Il est l'un des fondateurs du Tarporley Hunt Club en 1762.
Il épouse Frances Stapleton, fille et cohéritière de James Russel-Stapleton en 1767. Ils ont les enfants suivants: 
- Robert-Salusbury (né le 11 septembre 1768), décédé sans descendance
- Stapleton (1773–1865), 6e baronnet, élevé au rang de vicomte et baron Combermere
- William (décédé le 16 juin 1853), entré dans les ordres sacrés
- Lynch, colonel dans l'armée; mort aux Indes orientales en 1799
- Frances (1er décembre 1769 - 26 novembre 1818), épouse Robert Needham, 11e vicomte Kilmorey (1746-1818) le 10 janvier 1792
- Pénélope (31 décembre 1770 - 1786)
- Hester-Maria (décédée le 20 mars 1845)
- Sophia (décédée le 24 mai 1838), épouse Sir HM Mainwaring, Bart, d'Over Peover, Chester

En 1774, ils reçoivent la visite à Llewenli Hall du cousin de Robert, Hester Thrale, qui est accompagné du célèbre écrivain Samuel Johnson. Les Cotons rompent ensuite leurs relations avec Hester après son mariage en 1784 avec une professeur de musique italienne. En 1774, il est élu membre de la Royal Society . À la mort de son père le 14 août 1775, il devient baronnet et hérite du siège de la famille Salusbury à Lleweni Hall. Peu de temps après la naissance de son deuxième fils, il déménage de Lleweni Hall à Combermere Abbey, le siège traditionnel de l'héritier de la famille. Il doit louer l'ancien domaine de la famille à Thomas FitzMaurice, un frère de Lord Shelburne, en raison de la débauche de son oncle, Thomas Cotton (2e baronnet) (en). Néanmoins, Robert garde un grand établissement de chasse et est connu comme un hôte généreux.

## Carrière parlementaire
Il est élu sans opposition en tant que député du Cheshire lors d'une élection le 1er mars 1780 et lors des élections générales de 1780. En 1784, il fait partie du groupe St. Alban's Tavern qui tente de rapprocher Fox et Pitt. Il est réélu sans opposition en 1784 et 1790. Vers la fin de ce Parlement, il postule trois fois auprès de Pitt pour le poste de collecteur des droits sur le sel à Nantwich et est ignoré. Il ne se représente pas en 1796. Son frère écrit plus tard que c'est par mauvaise santé et qu'il a refusé une pairie, mais des récits contemporains affirment qu'il était ennuyé de ne pas avoir été nommé.
Il est major chez les volontaires de Nantwich en 1797 et 1803. Il doit vendre ses propriétés galloises pour environ 390 000 £ car il s'est endetté par extravagance et mauvaise gestion. Il est décédé à 70 ans le 24 août 1809.